# Depanisca sulcata
Depanisca sulcata är en insektsart som först beskrevs av Victor Antoine Signoret 1855.  Depanisca sulcata ingår i släktet Depanisca och familjen dvärgstritar. Inga underarter finns listade i Catalogue of Life.